# Poptella compressa
Poptella compressa és una espècie de peix de la família dels caràcids i de l'ordre dels caraciformes.

## Morfologia
- Els mascles poden assolir 6,8 cm de llargària total.[5]

## Hàbitat
Viu en zones de clima tropical.

## Distribució geogràfica
Es troba a Sud-amèrica, a les conques dels rius Orinoco i Amazones, i conques costaneres de la Guaiana, Veneçuela i nord-est del Brasil.